# Robert Curry
Robert Samuel Curry  (14. srpna 1882, New York - 12. listopadu 1944) byl americký zápasník, volnostylař. V roce 1904 zvítězil na olympijských hrách v St. Louis v lehké muší váze.